# 클로즈드 플랫폼
클로즈드 플랫폼(closed platform) 또는 클로즈드 에코시스템(closed ecosystem)은 사업자나 서비스 제공자가 애플리케이션, 콘텐츠, 미디어를 통제하는 소프트웨어 시스템으로서, 승인되지 않은 애플리케이션이나 콘텐츠로의 편리한 접근을 제한한다. '담장이 쳐진 정원'의 의미로 월드 가든(walled garden)으로 부르기도 한다. 그 전에는 아무나 사용할 수 있었던 정원(가든)에 담장을 침으로써 정원에 드나들 수 있는 사람들을 통제하고 그에 대한 명분으로 정원의 이용 대가를 받는 구조다. 이러한 구조는 정원에 드나들 수 있는 사람들에게 차별성을 제공함과 더불어 정원의 소유자는 정원을 보호하며 안정적으로 이윤을 창출할 수 있게 된다.
월드 가든의 개념은 1999년 AOL의 어린이 전용 채널에서 어린이들이 부적절한 웹 사이트에 접근하는 것을 막기 위해 만들어진 것이다. 이 개념은 정원의 소유자로 하여금 정원에서 제공되는 시설, 서비스 등을 제공하는 자와 그러한 시설이나 서비스를 사용하는 자를 동시에 통제할 수 있다는 장점이 있기 때문에, 다양한 분야에서 적용되고 있다.
예를 들면, 국내외 이동통신사가 제공하는 무선 인터넷 서비스의 경우 자사의 월드 가든에서만 무선 인터넷 서비스를 받을 수 있다. 예를 들어, SKT 가입자는 네이트를 통해서만 무선 인터넷을 사용할 수 있고 네이트 안에 있는 컨텐츠들만을 사용할 수 있는 구조를 가리킨다. 정원을 제한하는 사교클럽이나 자격제도도 이러한 개념이 반영되었다고 할 수 있다.
일종의 사업 모델(Business Model)인 월드 가든 모델은 최근 인터넷 및 Web 2.0의 개념이 확산되면서 그 효용성이 무너지고 있다는 지적도 나오고 있다.

## 같이 보기
- 데이터 이동
- 비즈니스 생태계
- 다크 웹
- 디지털 권리 관리
- 게이티드 커뮤니티
- 오픈 소스 소프트웨어
- 등록 사용자